# Kositrena kuga
Kositrena kuga je autokatalitička, alotropska transformacija elementa kositra, koja uzrokuje propadanje kositrenih predmeta na niskim temperaturama. Kositrena kuga naziva se i kositrenom bolešću, kositrenim paležom ili kositrenom gubom (francuski: lèpre d'étain).[nedostaje izvor]
U srednjovjekovnoj Europi uočeno je da su cijevi orgulja ovom pojavom bile pogođene u hladnim podnebljima. Odmah po pojavi, proces bi se potom još ubrzao.
Usvajanjem propisa Direktive o ograničavanju opasnih tvari (RoHS) u Europi i sličnih propisa drugdje, tradicionalne legure za lemljenje na osnovi olova i kositra u elektroničkim uređajima zamijenjene su gotovo čistim kositrom, što je ovu pojavu ponovo učinilo aktualnom.

## Alotropska transformacija
Na temperaturama od 13,2 °C i niže, čisti kositar prelazi iz srebrnastog, duktilnog metalnog alotropa β-forme bijelog kositra u krtu, nemetalnu, α-formu sivog kositra s dijamantnom kubičnom strukturom. Transformacija sporo započinje zbog visoke energije aktivacije, ali prisutnost germanija (ili kristalnih struktura sličnog oblika i veličine) ili vrlo niske temperature od otprilike –30 °C pomažu iniciranje procesa. Također postoji veliko povećanje volumena od oko 27 % povezano s promjenom faze u nemetalni niskotemperaturni alotrop. Zbog toga se kositreni predmeti (poput gumba) često raspadaju u prah tijekom transformacije, zbog čega je i nastao naziv „kositrena kuga”. Razgradnja će se sama katalizirati, zbog čega se reakcija ubrzava kada započne. Kositreni predmeti na niskim temperaturama jednostavno će se raspasti.

## Mogući povijesni primjeri

### Scottova ekspedicija na Antarktiku
Godine 1910. britanski polarni istraživač Robert Scott nadao se da će biti prvi koji će doći do Južnog pola, ali ga je pobijedio norveški istraživač Roald Amundsen. Pješice, ekspedicija je koračala kroz smrznute pustinje Antarktike, marširajući kako bi pronašli spremišta hrane i kerozina postavljene na putu. U prvom spremištu, početkom 1912. godine, nije bilo kerozina; limenke – koje su bile zalemljene kositrom – bile su prazne. Uzrok praznih limenki možda je povezan s kositrenom kugom nastalom na limenkama. Limenke su pronađene i nisu pronađeni nikakvi dokazi o pojavi kositrene kuge kada ih je analizirao Institut za istraživanje kositra. Neki promatrači krive lošu kvalitetu lemljenja, budući da su limenke s lemljenim spojevima stare preko 80 godina otkrivene u antarktičkim zgradama u dobrom stanju.[nedostaje izvor]

### Napoleonova dugmad
Često se priča o Napoleonovim ljudima koji su se smrzavali u ljutoj ruskoj zimi, a odjeća im se raspadala jer je kositrena kuga pojela gumbe. Čini se da je ovo urbana legenda, budući da nema dokaza o bilo kakvim neispravnim gumbima, pa stoga oni ne mogu biti čimbenik koji je pridonio neuspjehu invazije. Gumbi uniformi tog doba uglavnom su bili od kosti za vojnike, a od mjedi za časnike. Kritičari teorije ističu da bi bilo koji kositar koji bi se mogao koristiti bio prilično nečist i stoga tolerantniji na niske temperature. Laboratorijska ispitivanja vremena potrebnog da nelegirani kositar razvije značajnu štetu od kositrene kuge pri nižim temperaturama je oko 18 mjeseci, što je više nego dvostruko duže od trajanja invazije. Ipak, neke od pukovnija u kampanji imale su limene gumbe i temperatura je dosegla dovoljno niske vrijednosti (ispod −40 °C). U tom slučaju, nijedna od brojnih priča preživjelih ne spominje probleme s gumbima i sugerirano je da je legenda kombinacija izvještaja o blokovima kositra Banca koji su se potpuno raspali u carinskom skladištu u St. Petersburgu 1868. godine, i ranijih ruskih izvještaja kako su se i lijevani gumbi za vojne odore također raspali, te očajnog stanja Napoleonove vojske, s vojnicima pretvorenim u odrpane prosjake.

## Suvremena pojava kositrene kuge,nakon usvajanja ROHS odredbi
Usvajanjem propisa Direktive o ograničavanju opasnih tvari (RoHS) u Europskoj uniji 2006. godine, kao i zabranom većine uporaba olova u Kaliforniji te sličnih propisa drugdje, problem se vratio, jer su neki proizvođači, koji su prethodno koristili kositar ili olovne legure, sada većinom prešli na legure na bazi kositra. Na primjer, izvodi nekih električnih i elektroničkih komponenti obloženi su čistim kositrom. U hladnoj klimi, može doći do promjene istog u α-modificirani sivi kositar, koji nije električki vodljiv. Nakon ponovnog zagrijavanja, mijenja se isti natrag u β-modificirani bijeli kositar, koji jest električki vodljiv. Ovaj ciklus može uzrokovati električne kratke spojeve i kvar opreme. Takvi problemi mogu se povremeno ponavljati dok se čestice kositra u prahu kreću okolo. Kositrena kuga može se izbjeći legiranjem s malim količinama elektropozitivnih metala ili polumetala topivih u čvrstom stanju kositra, npr. antimona ili bizmuta, koji sprječavaju faznu promjenu.[nedostaje izvor]